# Dianjun
Der Stadtbezirk Dianjun (chinesisch 点军区, Pinyin Diǎnjūn Qū) ist ein Stadtbezirk der bezirksfreien  Stadt Yichang im Westen der chinesischen Provinz Hubei. Der Stadtbezirk hat eine Fläche von 533,2 km² und zählt 112.500 Einwohner (Stand: Ende 2019).

## Administrative Gliederung
Auf Gemeindeebene setzt sich der Stadtbezirk Dianjun aus einem Straßenviertel, zwei Großgemeinden und zwei Gemeinden zusammen. Diese sind:
- Straßenviertel Dianjun 点军街道

- Großgemeinde Qiaobian 桥边镇
- Großgemeinde Aijia 艾家镇
- Gemeinde Lianpeng 联棚乡
- Gemeinde Tucheng 土城乡